# マアムーン
マアムーン（アラビア語：أبو العباس عبد اﷲ المأمون ابن
هارون
الرشيد; ラテン転写：Abū al-ʿAbbās  ʿAbd  Allāh Al-Mā'mūn ibn Hārūn  ar-Rashīd、786年9月14日 - 833年8月9日、在位：813年 - 833年）は、アッバース朝第7代カリフ。文化芸術の庇護者として帝国の繁栄とその維持に努めたが、一方で弟アミーンとの間で内戦を引き起こし、王朝は衰退の傾向を見せ始めた。

## 略歴
マアムーンは第5代カリフ、ハールーン・アッラシードの長子として786年9月14日に生まれた。実名はアブドゥッラー。母はイラン系の女奴隷マラーズィルであるが、マアムーンの誕生後まもなく没したため、ハールーン・アッ＝ラシードの正后ズバイダのもとで育てられた。
アブドゥッラーは長子であったが、794年、次男のムハンマド（のちのカリフ・アミーン）が第一後継者に指名された。これはムハンマドがズバイダのなした子であったためである。ズバイダは第2代カリフ・マンスールの孫で、ハールーンのいとこに当たっており、ムハンマドは両親ともアッバース家のもので、その貴種性はまぎれのないものであった。アブドゥッラーが第二位継承者に指名されるのは799年のことである。ハールーン・アッ＝ラシードは生存中に、二人の息子に誓書を作らせた。太子ムハンマドには、次代のカリフには兄アブドゥッラーを指名すること、帝国の東半分の統治は兄に一任することを誓わせた。一方、アブドゥッラーには弟のムハンマドがカリフ職を担う際には忠誠を尽くすことを誓わせた。この誓書は『マッカ文書』の中に入っており現存している。
809年、ムハンマドがカリフに即位、アミーンを名乗る。アブドゥッラーは直ちに任地マルウを中心とするホラーサーンヘ引きこもった。しかし、間もなく811年、アミーンは誓書の誓いを破り、兄のアブドゥッラーを差し置き、息子ムーサーを後継者とする意向を示した。アブドゥッラーはこれに対抗してイマームを名乗った。811年3月、まずアミーンが討伐軍を差し向けた。これに対してマアムーンは、イラン系の名将ターヒルを司令官に任命して応戦した。812年3月、アブドゥッラーは公式にカリフ・マアムーンを名乗る。アミーンの方は、母がアラブ人だった事もあり、アラブ人を軍の主力とし、マアムーンはイラン人を軍の主力とした。812年の夏には、ターヒル率いる軍はホラーサーンからの増援も加えてバグダードを包囲した。アミーンもよく防いだが帝国諸地方が次々にマアムーンになびき、813年9月に陥落。アミーンは捕らえられて殺害された。
しかし、マアムーンは以降も慎重を期して、マルウでしばらく事態を静観していた。その後、彼は驚きの行動に出た。反アッバース朝の運動をたびたび起こすアリー家のものを後継者に指名したのである。816年に、ムハンマドの血統でマディーナ（メディナ）に住んでいたムハンマド（シーア派・十二イマーム派における第9代イマーム）を呼び寄せ、817年には自分の後継者として指名。周囲にも忠誠（バイア）を誓わせ、アッ＝リダー（神の嘉せし者）という称号を与えた。そればかりか、アッバース家の色は黒であったが、マアムーンはこれをアリー家の緑色に変えてしまった。この処置は、アッバース家の人々だけでなく、イラクの住民達をも怒らせてしまった。バグダードではマアムーンの叔父の一人がカリフに推されただけでなく、各地で反乱が勃発した。イラク地方で、マアムーンに忠誠を守り続けたのは、バスラ総督のみであり、他の者はことごとく反乱軍に荷担した。マアムーンは、マルウに留まる事ができなくなった。マアムーン一行は、818年の末にアル・リダーを伴い、大挙して西に向かった。しかし、トゥース近郊まで来た時、アリー・アッ＝リダーは急死してしまった。シーア派ではこれをマアムーンによる毒殺とし、当地はシーア派聖地マシュハドとなっている。マアムーンは、アリー・アル・リダーをトゥース近郊のハールーン・アッ＝ラシードの墓所の近くに埋葬すると、そのまま前進を続け、即位6年目にして、ようやくバグダードに入った。だが、それから後も、彼の治世中に多くのバーバクの乱など反乱が多発する。このなかでホラーサーン方面をターヒルにゆだね（ターヒル朝の創業）、マアムーンは晩年には、東ローマ帝国との戦いに明け暮れる事になった。なお830年の東ローマ遠征でシリアのハッラーンを通過したさい、マアムーンが住民に啓典宗教への改宗を命じたことが、いわゆる「ハッラーンのサービア教徒」の起源となる。
マアムーンは文化の発展に力を尽くし、アッバース朝の中で最も教養が高く、学問を愛したカリフと言われる。彼は開明的な君主で詩を愛好し、天文学・数学・医学・ギリシア哲学について造詣が深く、特にユークリッドの幾何学に精通していたという。マアムーンは、ギリシアの学問を尊重し、ギリシアの文献収集に力を入れ、それらの文献をアラビア語へ翻訳する事を奨励した。827年には“アルマゲスト”の翻訳のほか、シンジャール平原において緯度差1度に相当する子午線弧長の測量を命じている。マアムーンは優秀なギリシア語学者を多く集め、830年頃にはバグダードに｢知恵の家」を建て、このように彼らを優遇し、存分に才能を発揮させた。マアムーンはここを、ギリシア文献翻訳の本拠地とした。この場所には、フナイン・イブン・イスハークを初めとする、卓越した学者達が多く集ってきた。この知恵の家には、立派な天文台や図書館があり、経緯度の測定、天体の運行表の作成やその他の活動も行なわれた。大地の大きさの計算などは、ほとんど現代のそれと変わりがなかったという。また、マアムーンはエジプトに行った折に、ピラミッドに穴を開けさせ、内部の調査もさせている。
833年にマアムーンは、タルスス付近の宿営地で死去した。マアムーンの死後、帝国はイスラム原理主義の台頭による反科学的な復古主義や、地方政策をめぐる混乱により次第に衰退していく。